# Sainte-Reine (Saboya)
 Sainte-Reine  es una población y comuna francesa, en la región de Ródano-Alpes, departamento de Saboya, en el distrito de Chambéry y cantón de Le Châtelard.

## Demografía
| 206 | 182 | 144 | 136 | 138 | 124 |
| Para los censos de 1962 a 1999 la población legal corresponde a la población sin duplicidades (Fuente: INSEE [Consultar]) |     |     |     |     |     |